# 樊尚·拉福格
樊尚·拉福格（法語：Vincent Lafforgue，1974年1月20日—），法国数学家。他是位于格勒诺布尔的傅里叶研究所的CNRS研究主任。拉福格因其对算子代数中K-理论的贡献获得2000年EMS奖。2018因“对数学若干领域的开创性贡献，特别是朗兰兹纲领”获得数学突破奖。
他的哥哥是菲尔兹奖得主洛朗·拉福格。